# Wodospady łez
„Wodospady łez” – singel Edyty Bartosiewicz z płyty Wodospady.

## Lista utworów
Opracowano na podstawie materiału źródłowego.
1. „Wodospady łez” (radio edit) (muz., sł. E. Bartosiewicz) 4:58
2. „Wodospady łez” (album version) (muz., sł. E. Bartosiewicz) 5:40